# هيلموت شتاين
هيلموت شتاين (بالألمانية: Helmut Stein)‏ (9 نوفمبر 1942 آشرسليبن ألمانيا - ) هو لاعب كرة قدم ألماني يلعب كمهاجم.

## روابط خارجية
- هيلموت شتاين على موقع قاعدة بيانات كرة القدم.إي يو (الإنجليزية)
- هيلموت شتاين على موقع بيانات كرة القدم. دي إي (الألمانية)
- هيلموت شتاين على موقع ناشيونال فوتبول تيمز (الإنجليزية)
- هيلموت شتاين على موقع عالم كرة القدم.نت (الإنجليزية)